# NK Mladost Kričanovo
Nogometni klub Mladost Kričanovo (NK "Mladost"; Mladost Novo Selo; Mladost) je bio nogometni klub iz Kričanova, općina Bosanski Brod, Republika Srpska, Bosna i Hercegovina. 
 
Klupska boja je bila plavo-bijela.

## O klubu
Za datum osnivanja se uzima 25. svibnja 1950. godine. U početku je klub djelovao skromno - sudjelovao je na prigodnim turnirima i igrao utakmice protiv momčadi i klubova iz susjednih mjesta. 1962. godine je "Mladost" uvrštena u natjecanje "Općinske lige Slavonski Brod", u kojoj su se zbog blizine i veza natjecali klubovi s područja Bosanskog Broda. 1966. godine se plasiraju u "Podsaveznu ligu Slavonski Brod". Do sredine 1980.-ih "Mladost" nastavlja igrati u ligaškom sustavu SR Hrvatske, igrajući tako i u "Slavonskoj zoni" i "Regionalnoj ligi Slavonije i Baranje". 
 
Klub je za proslavu 25. svibnja redovito organiziao "Turnir mladosti". Za svoj rad klub je dobio priznanje Jugoslavenskog nogometnog saveza 1970. godine. 
 
Zbog rata u BiH, okupacije i protjerivanja hrvatskog stanovništva iz Kričanova klub 1992. godine prestaje s radom, te Kričanovo ostaje pod srpskom kontrolom i ulazi u sastav Republike Srpske. U izbjeglištvu bivši članovi kluba organiziraju veteransku i malonogometnu momčad. 
 
Nakon završetka rata, vratio se tek manji dio iseljenih. Bivši članovi kluba su uredili igralište, te organiziraju memorijalni malonogometni turnir "Ivo Križanović".

## Uspjesi
Općinska liga Slavonski Brod
- prvak: 1965./66.

## Unutrašnje poveznice
- Kričanovo

## Vanjske poveznice
- NK Mladost Kricanovo, facebook stranica
- blog.dnevnik.hr/kricanovo2
- kricanovo.blogspot.com
- kricanovo.blogspot.com, Akcija obnove NK "Mladost" Kričanovo, objavljeno 21. listopada 2007., pristupljeno 28. kolovoza 2019.
- novo-selo.blogspot.com, STANJE NOGOMETNIH IGRALIŠTA U NAŠOJ OKOLINI!, objavljeno 19. srpnja 2014., pristupljeno 28. kolovoza 2019.
- blog.dnevnik.hr/kricanovo2, Sjećate li se (značke NK Mladost Kričanvo, objavljeno 29. ožujka 2015., pristupljeno 28. kolovoza 2019.